# Actopan (Veracruz)
Actopan es una localidad mexicana situada en el estado de Veracruz, cabecera del municipio homónimo. Es conocido por ser uno de los principales productores de mango en el país.

## Etimología
El nombre de Actopan proviene del náhuatl Actoctli que significa "agua enterrada o tierra húmeda" y Pan "encima de", traducido podría ser "tierra firme" o "playa lodosa" o también "en tierra fértil" siendo tal la divisa de su escudo de armas; o también significa "Río de carrizos sobre tierra fértil".

## Historia

### Reseña histórica
Actopan, la cabecera municipal es una ciudad pequeña, localizada muy cerca de la capital del estado; por su naturaleza, la extraordinaria riqueza de sus tierras y el empeño de su población ha colocado a esta región como una de las zonas de producción de mango más importantes del estado.
La historia humana desarrollada en esta cuenca puede ser muy antigua; se encuentran restos arqueológicos cuya edad se remonta hasta el período llamado Preclásico Medio (IX Y VI a. C.) en lugares como El Trapiche, Chalahuite, Ranchito de las Ánimas y los Ídolos.
Su antigua población se localizaba en lo que hoy es el Ranchito de las Ánimas, habitado por indígenas de la cultura totonaca durante los años 600 al 900 d. C. al ocurrir una etapa militarista, la población subió al cerro de los Otates, donde quedaría la guarnición mexica.
El camino antiguo que transitaba por la vertiente hacia el altiplano, fue el que utilizaron los españoles en 1519 desde la zona costera de Villa Rica en su itinerario hacia las grandes montañas.
En Actopan, luego de retomar la carretera costera que se dirige a Nautla se puede llegar a las ruinas de Quiahuiztlán (el lugar de la lluvia), localizadas en el cerro de la Cantera y que le hacían dominar una notable vista sobre el mar y sobre la localidad de Villa Rica, original punto en que Hernán Cortés fundó la Villa Rica de la Vera Cruz, considerado el primer emplazamiento ibérico en tierras mesoamericanas. Allí los españoles con la ayuda de los totonacas levantarían una iglesia con su recinto fortificado.[cita requerida]
Dentro de la parte de la localidad ya trabajada por los arqueólogos, destaca el número de tumbas localizadas, que semejan en escala los templos o teocallis y en las cuales los arqueólogos han rescatado vajillas de bella manufactura. Además, existen restos de dos pirámides y un juego de pelota.
Su altura ofrece una vista escénica de la ensenada donde los españoles creyeron encontrar un abrigo seguro para sus naves en 1519. Construida en un período de invasiones, Quiahuiztlan se caracteriza tanto por un amplio sistema de muros defensivos, como por el gran número de tumbas localizadas.

### Cronología de hechos históricos
1923: Se crea el distrito judicial de Actopan.
1930: Se erige el municipio de Alto Lucero, con congregación de Actopan.

## Fiestas

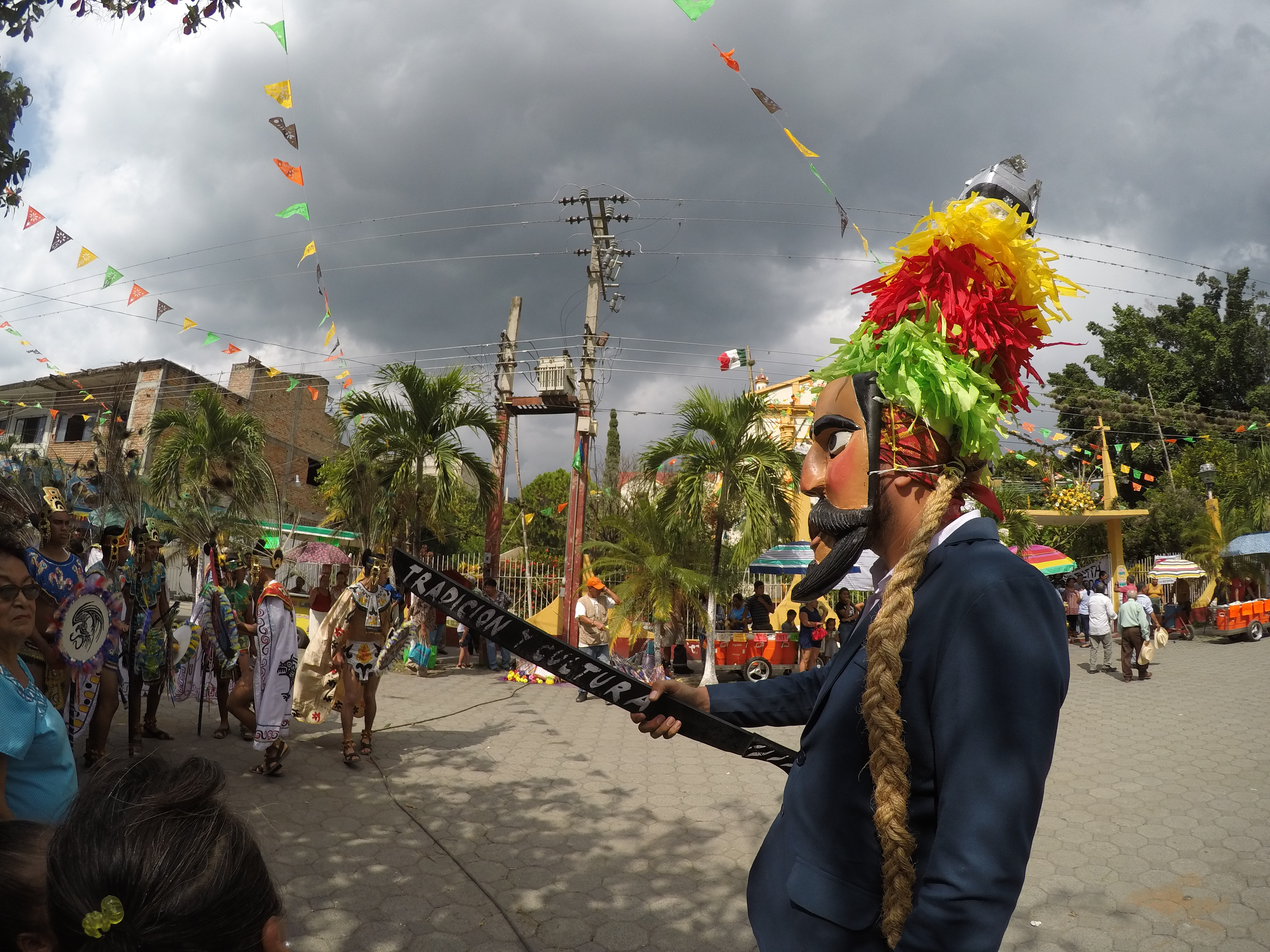
Máscara de pilatos en danza de la conquista

### Danza de la Conquista
Dentro de la celebración de la Fiesta de San Francisco de Asís cada 4 de Octubre se hace la danza de la Conquista o de La Malinche.

### Fiesta del Mango
Cada año del 25 al 28 de Mayo se celebra la fiesta del mango para celebrar la temporada de cosecha del principal producto agrícola de la región.
La feria del mango se celebra realizando conciertos, concursos de baile y de canto, exhibiciones de productos locales, talleres de cocina y actividades para niños.

## Demografía
De acuerdo con el censo realizado en 2020 por el Instituto Nacional de Estadística y Geografía (INEGI), en Actopan había un total de 4607 habitantes, de los que 2417 eran mujeres y 2190 eran hombres.